# Bjelokrili zovoj
Bjelokrili zovoj (lat. Pterodroma leucoptera) je vrsta morske ptice iz porodice zovoja. Mala je, duga je 30 cm, s rasponom krila oko 70 cm. Bjelosive je boje.
Ima dvije podvrste. P. l. leucoptera gnijezdi se na otoku Cabbage Tree u Novom Južnom Walesu, dok se P. l. caledonicus gnijezdi u Novoj Kaledoniji i moguće u Vanuatuu i na otoku Raivavae.

## Vanjske poveznice
|  | Zajednički poslužitelj ima još gradiva o temi Pterodroma leucoptera |
|  | Wikivrste imaju podatke o taksonu Pterodroma leucoptera             |